# Мезанье
Мезанье (итал. Mesagne) — коммуна в Италии, располагается в регионе Апулия, в провинции Бриндизи.
Население составляет 27 902 человека (2008 г.), плотность населения составляет 229 чел./км². Занимает площадь 122 км². Почтовый индекс — 72023. Телефонный код — 0831.
Покровительницей коммуны почитается Пресвятая Богородица, празднование 15, 16 и 17 июля.

## Демография
Динамика населения:

## Администрация коммуны
- Официальный сайт: http://www.comune.mesagne.br.it